# Сидоров, Николай Владимирович
Николай Владимирович Сидоров (род. 14 мая 1973 года, Куйбышев) — российский финансист и топ-менеджер. Председатель правления ПАО РОСБАНК — крупного универсального банка, включенного в перечень системно значимых кредитных организаций Банком России. Ранее с января 2023 года являлся независимым членом совета директоров Росбанка, председателем комитета по рискам, а также членом комитетов по стратегии и вознаграждениям совета директоров. 
С 2020 года Николай Сидоров развивал платформу online страхования Mafin. В 2015 году работал генеральным директором негосударственных пенсионных фондов «Благосостояние ОПС» и «Будущее». В 2014 году - председатель правления банка «Рублёв». С 2005 по 2013 гг. занимал должность председателя правления         «Абсолют-банка». 

## Биография
В 1995 году окончил механико-математический факультет МГУ, в 1998 году — Финансовую академию при Правительстве России. Во время учёбы в вузах работал экспертом в аудиторской компании, бухгалтером в ряде организаций, в том числе был заместителем главного бухгалтера и начальником отдела внутреннего аудита в банке «Балчуг».
В «Абсолют-банке» начал работать с 1996 года, а через год стал заместителем председателя правления банка. В 2005 году назначен председателем правления и вошёл в состав совета директоров «Абсолют-банка». В 2009 году избран в совет Ассоциации российских банков. По состоянию на 2011 год занимал 29-е место в одном из списков самых влиятельных финансистов России, в том же году занимал 13-е место в списке наиболее часто цитируемых топ-менеджеров в медиарейтинге на 2011 год по версии «Медиалогии». Среди результатов Сидорова за время работы во главе «Абсолют-банка» отмечается создание в банке федеральной филиальной сети, освоение сегмента по работе с физическими лицами, продажа банка в 2007 году бельгийской группе KBC с высоким для отрасли мультипликатором (4 к капиталу).
В 2014 году назначен на пост председателя правления банка «Рублёв» — небольшого банка, подконтрольного нефтепромышленнику Григорию Гуревичу.
В 2015 году возглавил негосударственный пенсионный фонд «Благосостояние ОПС» и вскоре образованный на его основе слиянием с другим фондом группы O1 Бориса Минца фонд «Будущее». 
С 2020 года Николай Сидоров развивал платформу online страхования Mafin.
С января 2023 года являлся независимым членом совета директоров ПАО РОСБАНК, председателем комитета по рискам, а также членом комитетов по стратегии и вознаграждениям совета директоров. С начала 2024 года - председатель правления ПАО РОСБАНК — кредитной организации, входящей в ТОП-12 банков по чистым активам. Росбанку с 2017 года присвоены наивысшие кредитные рейтинги национальных агентств АКРА на уровне "ААА(RU)  и "Эксперт РА" на уровне "ruAAA" (по состоянию на 12.2024).